# Psilonyx annulatus
Psilonyx annulatus är en tvåvingeart som beskrevs av Thomas Say 1823. Psilonyx annulatus ingår i släktet Psilonyx och familjen rovflugor. Inga underarter finns listade i Catalogue of Life.